# Жуков, Михаил Евдокимович
Михаил Евдокимович Жуков (1896—1938) — советский хозяйственный деятель, директор заводов, член ЦИК СССР 7 созыва (28.01.1935).
Родился в 1896 году в Москве.
Без отрыва от производства окончил Промышленную академию (1932).
Член партии с 1918 года.
Работал электромонтёром на заводе «Динамо». В 1920 году первый «красный» директор завода.
В 1924—1926 гг. управляющий Московским отделением ЭТЦР (Государственный электротехнический трест Центрального района).
С 1926 г. до осени 1927 г. директор МОКЗ («Московские объединённые кабельные заводы»).
В 1929 году решением ЦК назначен директором завода «Динамо». С начала января 1931 года директор Электрозавода (сменил на этом посту Н. А. Булганина).
В апреле 1931 г. награждён орденом Ленина (орден за номером 39 вручён 3.07.1931 г. (Рабочий класс награждает (С заседания президиума ЦИК СССР // Известия : газета. — 1931. — 4 июля (№ 182). — С. 2.). Эта награда (в составе коллектива) — за то, что завод выполнил план первой пятилетки за 2,5 года.
В 1933—1936 гг. снова директор завода «Динамо». С 1936 года директор 1-го Государственного часового завода им. Кирова.
Арестован 17 июля 1938 года. Военной коллегией Верховного суда СССР осужден к ВМН по обвинению в участии в контрреволюционной террористической организации. Расстрелян 29 августа 1938 года. Место захоронения Бутово-Коммунарка.
Реабилитирован 28 мая 1955 года определением Военной коллегии Верховного суда СССР.
Член ВЦИК 15-го созыва (5 марта 1931 г.). Член ЦИК СССР 7 созыва (28.01.1935).